# Vulcanocalliacinae
Vulcanocalliacinae is een onderfamilie van kreeftachtigen uit de klasse van de Malacostraca (hogere kreeftachtigen).

## Geslacht
- Vulcanocalliax Dworschak & Cunha, 2007